# الصراع في لاسعانود 2023
الصراع في لاسعانود 2023 هو صراع مسلح بين الجيش الصوماليلاندي وقوات ولاية خاتمة التي شكلتها عشائر طلبهنتي في مدينة لاسعانود عاصمة محافظة سول. وبدأت الأعمال القتالية في 6 فبراير 2023 عقب قيام قوات الأمن في صوماليلاند بحملة أمنية تهدف إلى قمع الاحتجاجات المدنية. في 8 فبراير أعلن شيخ عشائر طلبهنتي جراد جامع جراد علي عن نيته الانفصال عن صوماليلاند والانضمام للحكومة الفيدرالية الصومالية.
وأدى الصراع إلى مقتل أكثر من 300 شخص ونزوح أعداد من المواطنين قدرت ب 153 ألف إلى 203 ألف، ونزح المواطنون بشكل جماعي خارجيا إلى الحدود الإثيوبية، وداخليًا إلى بلدات  تليح، وحدن، وبوهودلي التابعة لولاية خاتمة، وإلى مدن جروي وجالكعيو وبورتينلي بولاية بونتلاند فيما واصل آخرون المسير إلى مناطق أبعد. في 16 مارس أفادت تقارير بأن قوات صوماليلاند قصفت محيط مقاطعة لاسعانود ما أسفر خسائر بشرية ومادية في صفوف المدنيين. في أواخر إبريل أصدرت منظمة العفو الدولية تقريراً جاء فيه أن القصف العشوائي الذي استهدفت به قوات صوماليلاند مدينة لاسعانود أدى إلى تدمير عدد من المدارس والمساجد والمستشفيات، وقتل وجرح أعداد من المدنيين.

## خلفية

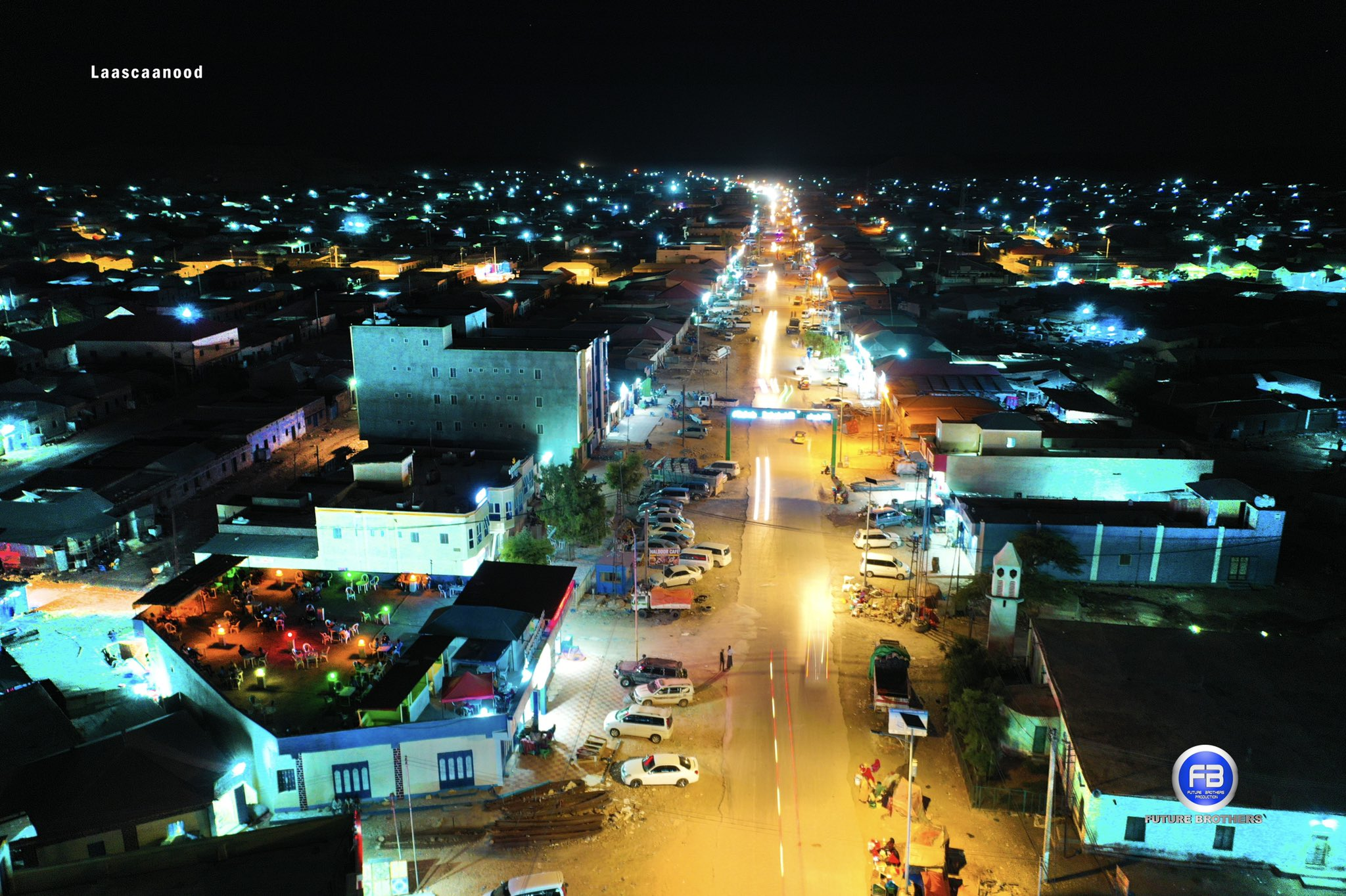
صورة جوية ليلية لمدينة لاسعانود عام 2021

بسطت جمهورية صوماليلاند (المعلنة من طرف واحد) سيطرتها على  مدينة لاسعانود عام 2007، بعد أن انشقت ميليشيات قادها الوزير في حكومة بونتلاند  أحمد عبدي حابسدي، لتنضم إلى صوماليلاند، ولم يلبث أن انشق السياسي عن صوماليلاند ليعود إلى بونتلاند. وتدهورت الأوضاع الأمنية بشدة في ظل سيطرة صوماليلاند على المدينة، حيث أفاد معهد راد لأبحاث السلام في مقديشو أن "120 من شيوخ العشائر والوجهاء تعرضوا للاغتيال" في الفترة ما بين 2007 و2022 في المدينة نفسها.
في ديسمبر 2022، انطلقت تظاهرات عنيفة أدت إلى اضطرابات في مناطق عديدة من محافظة سول، وأبرزها تليح، كلبير، وحدن، وبوعمى، وتُكرق، احتجاجا على ما أسموه "التهميش السياسي" الملحوظ الذي انتهجته حكومة صوماليلاند بحق سكان المحافظة. وانطلقت شرارة الاحتجاجات عقب وفاة السياسي عبد الفتاح عبد الله هدراوي، عضو  حزب ودني المعارض. وواجهت قوات الأمن في أرض الصومال  المظاهرات الحاشدة التي انطلقت في لاسعانود بحملة قمع عنيفة في الأسبوع الأخير من ديسمبر 2022، مما أسفر عن مقتل 20 شخصًا. وبعد محادثات ثنائية، انسحبت قوات أرض الصومال من المدينة إلى معسكراتها في أطراف محافظة سول لمنع المزيد من العنف.

## الاشتباكات
بعد الاحتجاجات الجماهيرية التي استمرت شهري ديسمبر 2022 و يناير 2023، مهد انسحاب قوات صوماليلاند الطريق لعودة القائد الأعلى لعشائر طلبهنتي  جراد جامع جراد علي  المُبعد من لاسعانود منذ عام 2007. في 6 فبراير 2023 وبعد اجتماع عقده شيوخ عشائر طلبهنتي عبروا عن نيتهم تشكيل حكومة ولاية  خاتمة التابعة للحكومة الفيدرالية الصومالية، وأعقب ذلك اندلاع اشتباكات عنيفة بين قوات صوماليلاند وميليشيات طلبهنتي في ضاحية تل السيد، وسُمع دوي إطلاق نار في الشوارع المحيطة بفندق حمدي حيث كان يقيم كبار سياسيي صوماليلاند في لاسعانود.
في 8 فبراير، اتهم القائد الأعلى لطلبهنتي  جراد جامع جراد علي حكومة صوماليلاند بارتكاب إبادة جماعية، ودعا إلى إحلال السلام، كما أعلن عن نية لاسعانود في تقرير المصير والانحياز لحكومة مقديشو في ظل الحكومة الفيدرالية. وفي الأسبوع نفسه من شهر فبراير أدت الأعمال القتالية والقصف العشوائي الذي استهدف المدينة إلى مقتل ما لا يقل عن 82 شخصاً ونزوح 90% من السكان، كما أدت إلى نزوح 185 ألف مواطن داخليا ولجوء 60 ألف مواطن إلى دول الجوار. في 2 مارس، أفاد عمدة لاسعانود أن قوات صوماليلاند كانت تستهدف بقصفها المدفعي المرافق العامة بما في ذلك المؤسسات الحكومية والمستشفيات، كما أفادت الأمم المتحدة أن عدد الضحايا تجاوز 200 قتيل.
وأعلن عدد من عشائر هرتي - دارود (و أبرزها ورسنجلي ودشيشي ومجيرتين) دعمهم لقبيلة طلبهنتي في صراعها مع صوماليلاند وبعثو وحدات مسلحة إلى لاسعانود. وتلقت قبيلة طلبهنتي مساعدات مالية وإمدادات عسكرية كما انضم أعداد من مقاتلي عشائر دارود المتحالفة معها لا سيما قبيلتي ورسنجلي ومجيرتين إلى المعركة.
في 20 إبريل أصدرت منظمة العفو الدولية تقريراً ذكرت فيه خلاصة تحقيق حول حقوق الإنسان أجرته حول الصراع في لاسعانود خلال الشهرين الماضيين، ودعا التقرير إلى إجراء تحقيق عاجل في الصراع، و إجراء مقابلات مع مواطنين أدلوا بشهاداتهم حول نتائج القصف المدفعي العشوائي وما أسفر عنه من وفيات وإصابات. وتضمن التقرير أيضًا صورًا لقصف عشوائي بصواريخ 107 ملم من قوات الأمن في أرض الصومال - مما يؤكد استخدام الأسلحة المحظورة في ظل حظر الأسلحة الحالي الذي تفرضه الأمم المتحدة على الصومال.

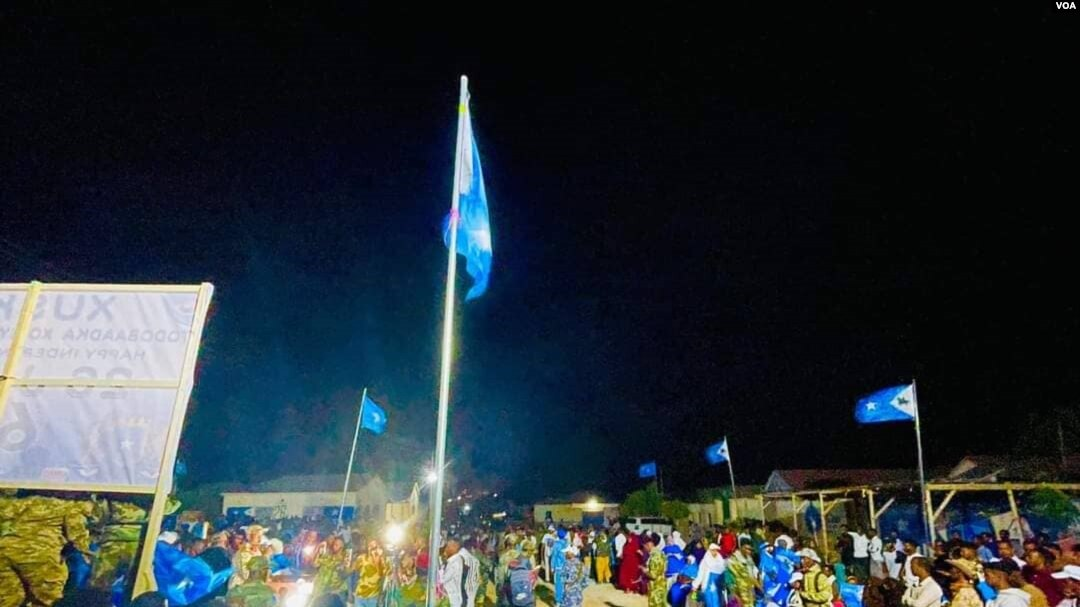
الاحتفال بالاستقلال عن صوماليلاند في لاسعانود

أصدر مجلس الأمن التابع للأمم المتحدة في 7 يونيو بيانًا أكد فيه من جديد احترامه الكامل لسيادة الصومال وسلامته الإقليمية واستقلاله السياسي ووحدته. وذكر بيان المجلس أن "أعضاء مجلس الأمن دعوا إلى الانسحاب الفوري لقوات صوماليلاند، كما حث جميع الأطراف على ممارسة ضبط النفس والامتناع عن الأعمال الاستفزازية والتحريض على العنف والخطابات التحريضية، إضافة إلى تصعيد الوضع على الأرض والعمل على إعادة بناء الثقة بين الطرفين وتهيئة الظروف لإحلال السلام في المنطقة." وفي اليوم التالي، أصدرت وزارة خارجية صوماليلاند بيانًا ذكرت فيه أن مجلس الأمن التابع للأمم المتحدة "يبدو أنه لديه معلومات مضللة بشأن الحقائق على الأرض".
في 11 يوليو، أفادت تقارير بأن قوات صوماليلاند قصفت مرافق صحية وبنى تحتية عامة في مدينة لاسعانود، ما أدى إلى تدمير سيارتي إسعاف وتسبب في سقوط عشرات الضحايا (من ضمنهم موظفون في مجال الرعاية الصحية وعدد من المرضى). ونشرت منظمة الصحة العالمية بيانا صحفيا أدانت فيه الهجوم على المنشأة وقصف المستشفيات. رداً على ذلك، وصفت وزارة خارجية صوماليلاند البيان بأنه "مثير للقلق" في حين أنها ادعت أن قواتها تقاتل ميليشيات عشائرية وإرهابيي حركة الشباب، لضمان "حصول المحتاجين على هذه الخدمات وغيرها من المساعدات الإنسانية".
في 16 أغسطس قُتل الأديب الصومالي الشهير جامع كدي نتيجة لقصف عشوائي بقذائف الهاون استهدف مدينة لاسعانود، وتبادلت إدارتا صوماليلاند وخاتمة الاتهامات بالمسؤولية عن وفاة الأديب. وأثارت حادثة مقتل كدي حالة من الغضب لدى مواطني خاتمة والصومال بشكل عام، وأعرب مسؤولون ومواطنون في ولاية خاتمة عن رغبتهم في تحقيق العدالة والانتقام ردًا على الحادثة.

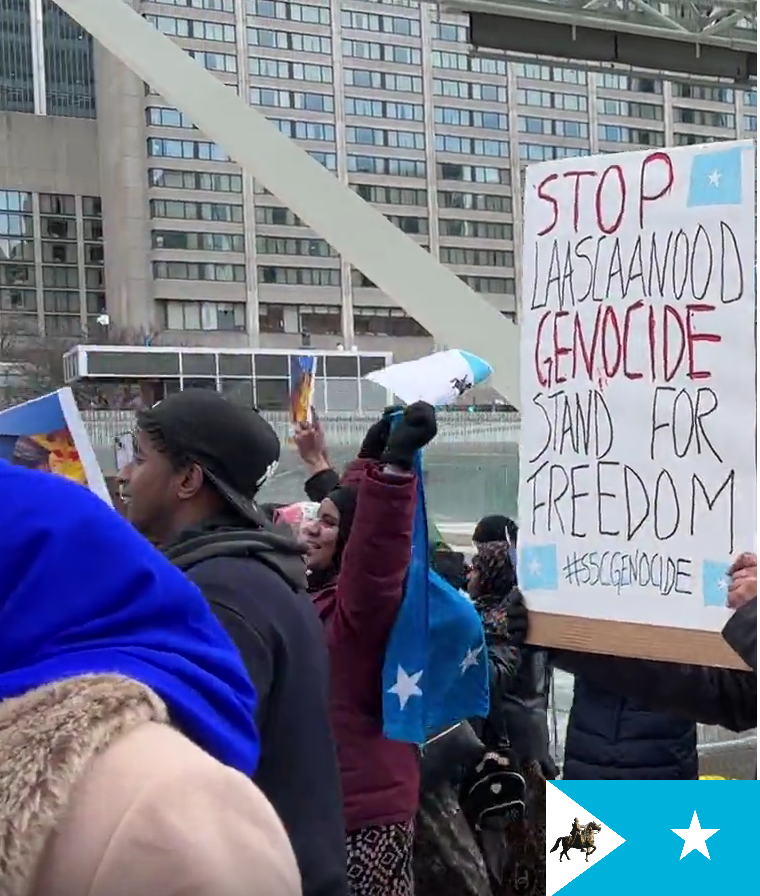
متظاهرون صوماليون في كندا يرفعون لافتات مناهضة للقصف الذي استهدف لاسعانود

## سقوط قاعدتي غوجعدي ومراغة
في يوم الجمعة 25 أغسطس، حققت قوات ولاية خاتمة بجانب قوات هرتي المتحالفة معها نصرًا ساحقًا بسيطرتها على معقلي غوجعدي ومراغة شديدي التحصين كانت تستخدمهما قوات صوماليلاند، حيث اتبعت القوات المتحالفة تكتيك التطويق المزدوج، وفي وقت لاحق، اندلع اشتباكات عنيفة في طبنسار بين قوات خاتمة وقوات صوماليلاند، واستمرت لساعة واحدة، انتصرت فيها قوات خاتمة لتواصل تقدمها نحو قرية تولو سمكاب، لتقطع الطريق الرئيسي الذي يربط بين لاسعانود وأوغ، وواصلت القوات مسيرها لتسيطر على يجوري وجوميس، وأدى هذا التقدم إلى الاستيلاء على كمية كبيرة من المعدات العسكرية، من ضمنها عدة دبابات تي 54 وتي 55، والعديد من أنظمة زي أس يو 4-23 شيلكا المضادة للطائرات، وثماني مركبات من طراز فيات سي إم 6614، وقاذفة صواريخ بي إم 21 غراد واحدة على الأقل، والعديد من المعدات العسكرية التي لم يُعلن عنها، إضافة إلى ذلك، تم تحييد كمية كبيرة من الأسلحة خلال هذه المعركة، وأُلقي القبض خلال المعركة على الجنرال فيصل عبدي بوتان، قائد الفرقة 12 في الجيش الصوماليلاندي، برفقة آخرين، لدى محاولته الهروب إلى أوج عبر سيارة إسعاف، وأشارت تقارير  إلى أن فرقته بأكملها عانت من خسائر فادحة في جبهات مراجة، ما أدى في النهاية إلى القضاء عليها تقريبًا. وفي اليوم نفسه، أصدرت وزارة دفاع صوماليلاند بياناً جاء فيه أن "الجيش الوطني في خضم عملية إعادة تنظيم واستعداد جدي لمواجهة العدو".
كان سقوط غوجا عدي بمثابة نهاية حقبة زمنية امتدت لقرابة خمسة عشر عامًا بسطت فيها صوماليلاند سيطرتها على محافظة سول، سناج، وعين أو ما يُعرف حاليا بولاية خاتمة، وكشفت هذه الجولة من المعركة عن معارضة سكان المنطقة للفكر الانفصالي، الذي تتبناه في المقام الأول عشيرة إسحاق شمال الصومال، وساهمت الأحداث في توحد قاطني محافظات سول سناج وعين، حيث عبر شيوخ العشائر عن دعمهم للحراك بقوة، واعتراضهم على سيطرة صوماليلاند على لاسعانود.
وتعتبر خاتمة معركة غوجعدي مفصلية في الصراع، الذي بدأ في فبراير 2023، واضطرت قوات صوماليلاند إلى نقل قاعدة عملياتها من غوجعدي إلى معسكر طوديدا، شمال غرب لاسعانود، بهدف إعادة تجميع صفوفها.
و أكد المتحدث باسم قوات ولاية خاتمة على حجم انتصار يوم الجمعة. معلنا عن سيطرة القوات على جميع المواقع العسكرية لصوماليلاند في محافظة سول، واستيلاءها على العديد من المركبات الحربية وعدد كبير من الأسلحة والذخيرة.
في 1 سبتمبر أعلنت اللجنة الدولية للصليب الأحمر  أنها زارت أكثر من 300 محتجز في المعارك بين الطرفين وأنها انتشلت 43 جثة من مواقع القتال.

## ادعاءات
في ظل الضباب السياسي الذي خيم على الصراع، زعم الجانبان وجود جهات فاعلة خارجية في لاسعانود، حيث زعمت وزارة خارجية صوماليلاند أنهم يقاتلون جماعات مسلحة أجنبية مساندة لقوات خاتمة من ضمنها منتسبون إلى الجيش الوطني الصومالي، وقوات الأمن في بونتلاند، ومقاتلو شرطة ليو الناشطة في إقيلم أوغادين إضافة إلى مقاتلي حركة الشباب ومقاتلين من ولايات جنوب الصومال.
وأنكر جميع من اتهمتهم حكومة أرض الصومال بالتورط في الصراع:
- في 9 فبراير، أصدرت حركة الشباب بيانًا صحفيًا ترفض فيه مزاعم إدارة أرض الصومال بالتورط في حرب لاسعانود واتهمتها بالردة.[66]
- في 6 مارس، نفى رئيس حكومة بونتلاند سعيد عبد الله دني تورط بونتلاند في الحرب ودعا إلى منح سكان محافظة سول حق تقرير المصير.[67] غير أن دني وخلال خطاب جماهيري ألقاه في 5 مايو أثناء حملة انتخابية في الانتخابات المحلية في جالكعيو، برأ إدارتي حسن شيخ محمود (الحكومة الفدرالية) وموسى بيهي (صوماليلاند) من التواطؤ ضد خاتمة وبونتلاند، معربا عن استعداده للدفاع عن كلا الإدارتين من جميع التهديدات.[68]
- في 11 مارس، نفى رئيس المنطقة الصومالية في إثيوبيا مصطفى محمد عمر تورط إدارته في صراع لاسعانود.[69]

واتهمت عشيرة طلبهنتي صوماليلاند بالتحالف مع الشرطة الوطنية الجيبوتية وتسلمها أسلحة صينية مهربة عبر جيبوتي، ونفت الحكومة الجيبوتية هذه الادعاءات.